# Кабардинска автономна съветска социалистическа република
Кабардинската автономна съветска социалистическа република (Кабардинска АССР), (на руски: Кабардинская Автономная Советская Социалистическая республика) е името, дадено на Кабардино-балкарската АССР след депортирането на балкарците.
През 1957 г. името е възстановено.